# Pour le Mérite
L'Ordine Pour le Mérite (Al Merito), conosciuto anche come Blauer Max, istituita nel 1740, fu la più alta onorificenza prussiana attribuibile sino alla fine della prima guerra mondiale, a cui si affiancò, nel 1842, una "classe di pace" (Pour le Mérite für Wissenschaften und Künste).
Abolita nel 1918, è rinata poi nel 1952, quando fu ristabilita l'attribuzione della sola onorificenza di pace für Wissenschaften und Künste, legata a meriti scientifici e artistici.

## Storia
L'onorificenza venne creata nel 1740 da Federico il Grande, traendo ispirazione dall'Ordre de la Générosité creato da suo nonno, utilizzando il francese, allora la lingua più diffusa nelle corti reali d'Europa. Fino al 1810 l'onorificenza venne attribuita sia per meriti civili sia militari; nel gennaio dello stesso anno il re di Prussia Federico Guglielmo III stabilì che la decorazione venisse attribuita solamente al personale militare.
Nel 1842, Federico Guglielmo IV creò una "classe di pace" della decorazione, la Pour le Mérite für Wissenschaften und Künste ("Ordine Pour le Mérite per la Scienza e l'Arte"), destinata a tre discipline: scienze umane, scienze naturali e belle arti. Tra i primi insigniti nel 1842, su proposta di Alexander von Humboldt, primo cancelliere dell'Ordine,  vi fu Vittorio Fossombroni. Una delle più famose artiste a ricevere la decorazione "di pace" fu Käthe Kollwitz.
Nel 1866 venne creata una classe "con fronde di quercia" dell'ordine militare, che veniva attribuita a chi, per le proprie azioni, fosse riuscito a far fuggire il nemico dal campo di battaglia. Anni dopo, sebbene gran parte degli ambienti militari tedeschi fosse propensa ad assegnare tale ulteriore onorificenza a Manfred von Richthofen, l'attribuzione fu giocoforza impossibile; von Richthofen venne quindi decorato con l'Ordine dell'Aquila Rossa con spade, unico militare nel corso della guerra.
Fu durante la prima guerra mondiale che l'onorificenza assunse fama internazionale. Sebbene i destinatari fossero tutti gli ufficiali militari, i più famosi furono i piloti della Luftstreitkräfte le cui imprese vennero notevolmente accentuate dalla propaganda di guerra. I piloti potevano fregiarsi della Pour le Mérite dopo l'abbattimento (accertato) di almeno otto aerei nemici. L'asso dell'aviazione Max Immelmann fu il primo pilota a ricevere la decorazione, e da allora, tra i piloti, la decorazione venne soprannominata Blauer Max unendo il nome di Max Immelmann con il colore blu del nastrino della croce vera e propria (in italiano: Blu Max).
Nel corso della guerra il numero di aerei nemici da abbattere per fregiarsi della decorazione continuò a incrementarsi, fino a raggiungere il numero di sedici abbattimenti accertati.
I destinatari della Blauer Max erano tenuti a portare un distintivo apposito sull'uniforme, costituito da una Croce di Malta blu attorniata da aquile tra i vari bracci della croce, con le parole Pour le Mérite sulla stessa.
Tra i più famosi detentori della Pour le Mérite da ricordare certamente sono il feldmaresciallo Leonhard Graf von Blumenthal, Manfred von Richthofen, (meglio conosciuto come il "Barone Rosso"), Hermann Göring, (uno dei tre uomini più potenti del Terzo Reich), Erwin Rommel (la "Volpe del Deserto"), Kress von Kressenstein, Felix von Luckner, lo scrittore Ernst Jünger e Paul Emil von Lettow-Vorbeck, che guidò le forze coloniali tedesche in una campagna di guerriglia nell'Africa Orientale Tedesca.
Sebbene moltissimi tra i destinatari più famosi fossero sottufficiali, e in particolare piloti, quasi un terzo delle decorazioni venne attribuito a ufficiali superiori.
La decorazione venne abolita dopo l'abdicazione del Kaiser Guglielmo II, avvenuta il 9 novembre 1918.
Nel 1952, il Presidente della Germania Ovest, Theodor Heuss, ristabilì l'assegnazione dell'onorificenza "di pace" come organizzazione autonoma sotto il patrocinio del Presidente tedesco (che non rientra comunque nelle onorificenze della Bundesverdienstkreuz). L'attribuzione dell'onorificenza avviene per meriti letterari, artistici e scientifici; il numero dei decorati viventi è limitato a 30, 10 per ogni categoria. Alcuni insigniti del dopoguerra Pour le Mérite attribuite a Otto Hahn, Bernard Andreae, Pina Bausch, Carlos Kleiber, Carl Orff, Hans-Georg Gadamer, Albin Lesky, Rudolf Mößbauer, Bruno Snell e Wim Wenders.

## Insegne
- La medaglia consiste in una croce di Malta di smalto blu intersecata agli angoli da aquile d'oro con le ali spiegate. Sulle braccia della medaglia stava la scritta: Il braccio superiore riportava una "F" coronata per Federico II, l'istitutore della decorazione, e per gli altri a seguire rispettivamente sul sinistro "Pour", sul destro "Le Mé" e su quello inferiore "rite" a formare appunto il nome della decorazione. La decorazione si portava al collo con ogni tipo di uniforme.
- La medaglia di pace consiste in un cerchio d'oro smaltato di blu riportante in oro la scritta "POUR LE MERITE *". Al centro del cerchio si trova in traforo e cesello il monogramma "FII" (Federico II) ripetuto più volte e al centro un'aquila imperiale con corona, scettro e globo sempre in oro. Il cerchio, esternamente, è coronato di quattro corone imperiali in oro.
- Il nastro è nero con una striscia bianca per parte.

| Medaglie  | Medaglie                        | Medaglie                  |
| --------- | ------------------------------- | ------------------------- |
|           |                                 |                           |
| Nastri    |                                 |                           |
| Cavaliere | Cavaliere con fronde di quercia | Cavaliere (classe civile) |